# Брунейско-мьянманские отношения
Брунейско-мьянманские отношения — двусторонние дипломатические отношения между Брунеем и Мьянмой. Страны являются членами Организации Объединённых Наций и Ассоциации государств Юго-Восточной Азии. Между странами сложилось дружеское двустороннее сотрудничество в области образования, здравоохранения и труда.

## История
21 сентября 1993 года были установлены официальные дипломатические отношения между странами, которые являются дружественными, и страны сотрудничают в секторах здравоохранения и образования, а также в целях развития торговли и подписали соглашение об избежании двойного налогообложения. В 1998 году султан Брунея Хассанал Болкиах посетил Мьянму. С тех пор государственные структуры обеих стран поддерживают контакты. Многие мьянманские академики, интеллектуалы и представители интеллигенции, медики, медсестры и рабочие также внесли свой вклад в развитие Брунея. В 2015 году Бруней поддержал кандидатуру Мьянмы на должность председателя в АСЕАН.

## Торговля
В сфере экономических отношений Брунейская национальная нефтяная компания (BNP) является одной из компаний, имеющих право приступить к разведке нефти и газа в Мьянме. Страны также сосредоточили внимание на сфере здравоохранения и технической помощи, а также на сотрудничестве в области наращивания потенциала и развития человеческих ресурсов.

## Дипломатические миссии
- Бруней имеет посольство в Янгоне[8].
- Мьянма содержит посольство в Бандар-Сери-Бегаване[9].